# رصدخانه ردیاب نوترینو آیس کیوب
رصدخانه ردیاب نوترینو آیس کیوب (انگلیسی: IceCube Neutrino Observatory) رصدخانه‌ای علمی و پژوهشی است که در جنوبگان و در ایستگاه جنوبگان آمونسن - اسکات احداث گردیده است. همانند سلف خودش، آرایه آشکارساز میون و نوترینوی آماندا، سیستم آشکارسازی این رصدخانه دارای هزاران حسگر حساس به نور است که درون فضایی به وسعت یک کیلومتر مکعب یخ پراکنده شده است. این حسگرها، نوعی حسگر نوری کروی شکل هستند که مجهز به ماژول‌های نوری دیجیتال مشهور به (DOMs) می‌باشند که هر کدام درون یک تیوب خلأ افزاینده فوتوالکتریک (فوتومولتیپلر یا به اختصار PMT) مستقر گردیده است. اطلاعات ثبت شده توسط حسگرها به ابر رایانهٔ مستقر در ایستگاه اصلی منتقل و مورد بررسی و تجزیه و تحلیل قرار می‌گیرند. آیس کیوب در تاریخ ۱۸ دسامبر ۲۰۱۰ و پس از دریافت آخرین ارتقاها تکمیل گردید.
ماژول‌های نوری دیجیتال مشهور به (DOMs) در رشته‌های ۶۰ عددی و در عمق میان ۱۴۵۰ تا ۲۴۵۰ متری مستقر می‌شوند. مکان استقرار آنها حفره‌های ایجاد شده در یخ است. این حفره‌ها به کمک دریل‌هایی که با پاشش مستقیم آب‌جوش کار می‌کنند ساخته شده است و سازوکار آنها به گونه‌ای است که باعث ذوب یخ و ایجاد حفره می‌گردند. آیس کیوب که نخستین ردیاب نوترینو برای یافتن منبع پرتو کیهانی است به گونه‌ای طراحی گردیده است که به جستجوی منابع نوترینو در طیف‌های الکترون‌ولت باشد. در نوامبر ۲۰۱۳ اعلام شد که رصدخانهٔ آیس‌کیوب توانسته ۱۸ نوترینو را ردیابی نماید و احتمال داده شد که اصالتاً مربوط به خارج از منظومه شمسی بوده باشند.

## نگارخانه

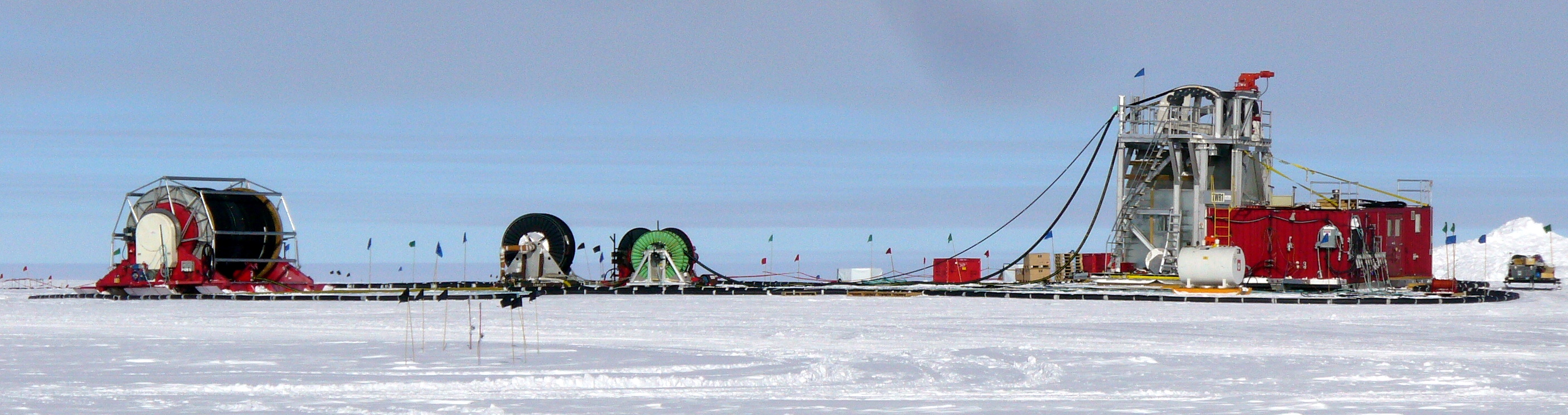
کمپ متهٔ زمینی در تاریخ ۲۰۰۹
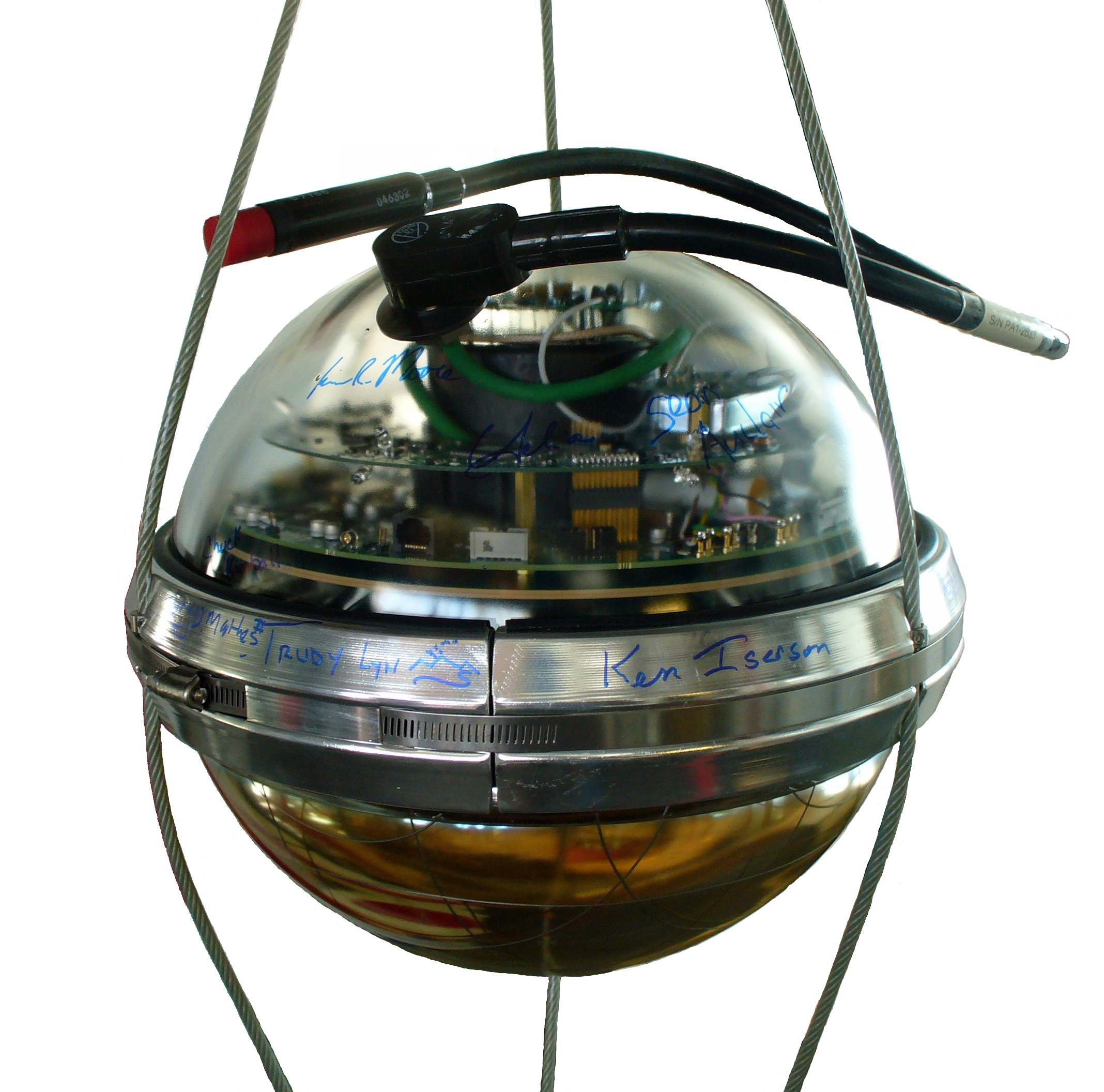
یکی از ماژول‌های نوری دیجیتال